# Girone (sport)
Nello sport il girone è un raggruppamento nel quale l'atleta oppure la squadra viene inserita per affrontarne altre, nell'ambito di un campionato o torneo.

## Caratteristiche
- Un girone all'italiana a doppio turno è diviso in "girone di andata" e "girone di ritorno": nel corso delle due "metà" le squadre si affrontano due volte nei rispettivi campi.
- Il numero di squadre che compongono un girone varia in base alla tipologia di competizione: per esempio, un campionato di calcio è solitamente composto da 16, 18 o 20 squadre. I gironi di un torneo sono invece composti di un numero di squadre compreso tra 3 e 5.